# Rhombur Vernius
Rhombur Vernius è un personaggio di finzione de Il preludio a Dune di Brian Herbert e Kevin J. Anderson.

## La vita
Rhombur Vernius nasce su Ix, secondo genito del conte Dominic, ultimo discendente di Casa Vernius, e di Shando, ex concubina del centenario Imperatore Padishah Elrood IX.
È il fratello minore della principessa Kailea, ed è destinato a succedere al padre alla guida del feudo del misterioso e tecnologico pianeta.